# Мали Звечан
Мали Звечан (алб. Zveçan i Vogël) је насеље у општини Звечан, Косово и Метохија, Република Србија. Мали Звечан нема основну школу, а деца одлазе у основну школу „Вук Караџић“ у Звечану, основну школу „Бранко Радичевић” и „Свети Сава” у Косовској Митровици. Од 2016. у изградњи је ново стамбено насеље Сунчана долина.

## Географија
Мали Звечан је на присоју брда Звечана по коме је добио назив. Да би се разликовао од индустријског насеља истог имена оно се назива Мали Звечана друго је Велики Звечан. Куће Малог Звечана подигнуте су око извора Чешме и чине насеље мање разбијеног типа. Сада се употребљава вода с три бунара. Њиве су у окућницама и по страни брда ниже кућа у Долу и на Колибинама. Ситне шуме и испаше су на брдима у Великом Звечану, Малом Звечану, Кршу, Кодру, Шпату и у долинама Рашког Потока и Оџиног Потока. Рашки Поток извире под Малим Звечаном и утиче у Ибар повише насеља Великог Звечана, а Оџин Поток постаје од извора под брдом Великим Звечаном и утиче у Кориљску Реку.

## Историја
На врху брда Малог Звечана има остатака темеља црквине која је, по предању, била посвећена св. Марку. И. Иванић саопштио је казивање свога пратиоца с краја прошлога века, да се у селу налази доста старог новца и да се у њему раскопао повелики златни крст.
- Черкези крајем 19. века
- Кавкаске избеглице

Село су основали Черкези, који су дошли са Кавказа преко Османскога царства на Косово након черкеско-руског рата и након руске анексије Черкесије 1864. године. На месту данашњег села било је черкеско насеље Черкеској до 1913. године Тада су се Черкези одселили за Турску, а на њихово место дошли су исте године досељеници из Раковца код Бање у копаоничкој Јошаници. Између Великог Звечана и Малог Звечана је преседлина До, на коме је гробље данашњег становништва Малог Звечана. Напуштено гробље одсељених Черкеза је непосредно до села. У гробљу је била тећија, од које сада нема никаквих остатака. Черкези су оставили у селу два бунара. Водовод и електрични уређај постављени су 1952. године.

## Порекло становништва по родовима
Године 1948. у селу је било 4 рода:
- Марковићи, 2 куће, слава Св. Арханђео, су досељени из Црниглаве код Бање у копаоничкој Јошаници, старином Морачани (у Црниглави и суседним селима има их око 40 кућа.

Исте године и из истог села доселили су се:
- Ристовићи, 4 куће, слава Св. Лука, су Ровчани.
- Јанићијевићи, Радовићи, 3 куће, слава Краљ Дечански, су од Јанићијевића у Горњем Кориљу, досељени 1934. године, старином из пештерског села Корита.
- Павићевићи, 2 куће, слава Св. Арханђео, су Васојевићи, прешли из Трепче на десној страни Ибра.
- Бојовићи, 2 куће, слава Св. Јован, су досељени из Витакова на Рогозни, огранак су Лопаћана у колашинском селу Бубама.
- Петковић, 1 кућа, слава Св. Стеван, дед се родио у суседном Лозишту, старином из Бихора.
- Богосављевић, 1 кућа, су од Караџића у Ловцу.
- Мекоделци, Миловић, 1 кућа, Арсовић, 1 кућа, слава Митровдан, су досељени из насеља Меког Дола на Рогозни, преци из Лепосавића на десној страни Ибра.
- Лазић, слава Св.Врачи, преци из Шљивовице (Вучитрн).[тражи се извор]

## Демографија
Према проценама из 2009. године које су коришћене за попис на Косову 2011. године, ово насеље је имало 325 становника, већина Срби.
| Година       | 1948 | 1953 | 1961 | 1971 | 1981 | 1991 | 2011 |
| ------------ | ---- | ---- | ---- | ---- | ---- | ---- | ---- |
| Становништво | 84   | 79   | 143  | 137  | 115  | 105  | 325  |

|  |